# Маршалска Острва на Светском првенству у атлетици на отвореном 2023.
Маршалска Острва су учествовала на 19. Светском првенству у атлетици на отвореном 2023. одржаном у Будимпешти од 19. до 27. августа осми пут. Репрезентацију Маршалских Острва представљао је 1 такмичар који се такмичио у трци на 100 метара.,
На овом првенству такмичар Маршалских Острва није освојио ниједну медаљу, али је оборио лични рекорд.

## Учесници
Мушкарци: 
- Ty‘ree Langidrik — 100 м

## Резултати

### Мушкарци
| Атлетичар        | Дисциплина | Лични рекорд | Предтакмичесе | Предтакмичесе | Квалификације        | Квалификације        | Полуфинале           | Полуфинале           | Финале               | Финале       | Детаљи |
| Атлетичар        | Дисциплина | Лични рекорд | Резултат      | Место         | Резултат             | Место                | Резултат             | Место                | Резултат             | Место        | Детаљи |
| ---------------- | ---------- | ------------ | ------------- | ------------- | -------------------- | -------------------- | -------------------- | -------------------- | -------------------- | ------------ | ------ |
| Ty‘ree Langidrik | 100 м      |              | 11,78 ЛР      | 7. гр. 3      | Није се квалификовао | Није се квалификовао | Није се квалификовао | Није се квалификовао | Није се квалификовао | 25 / 71 (75) |        |